# Majdan al-Dżala

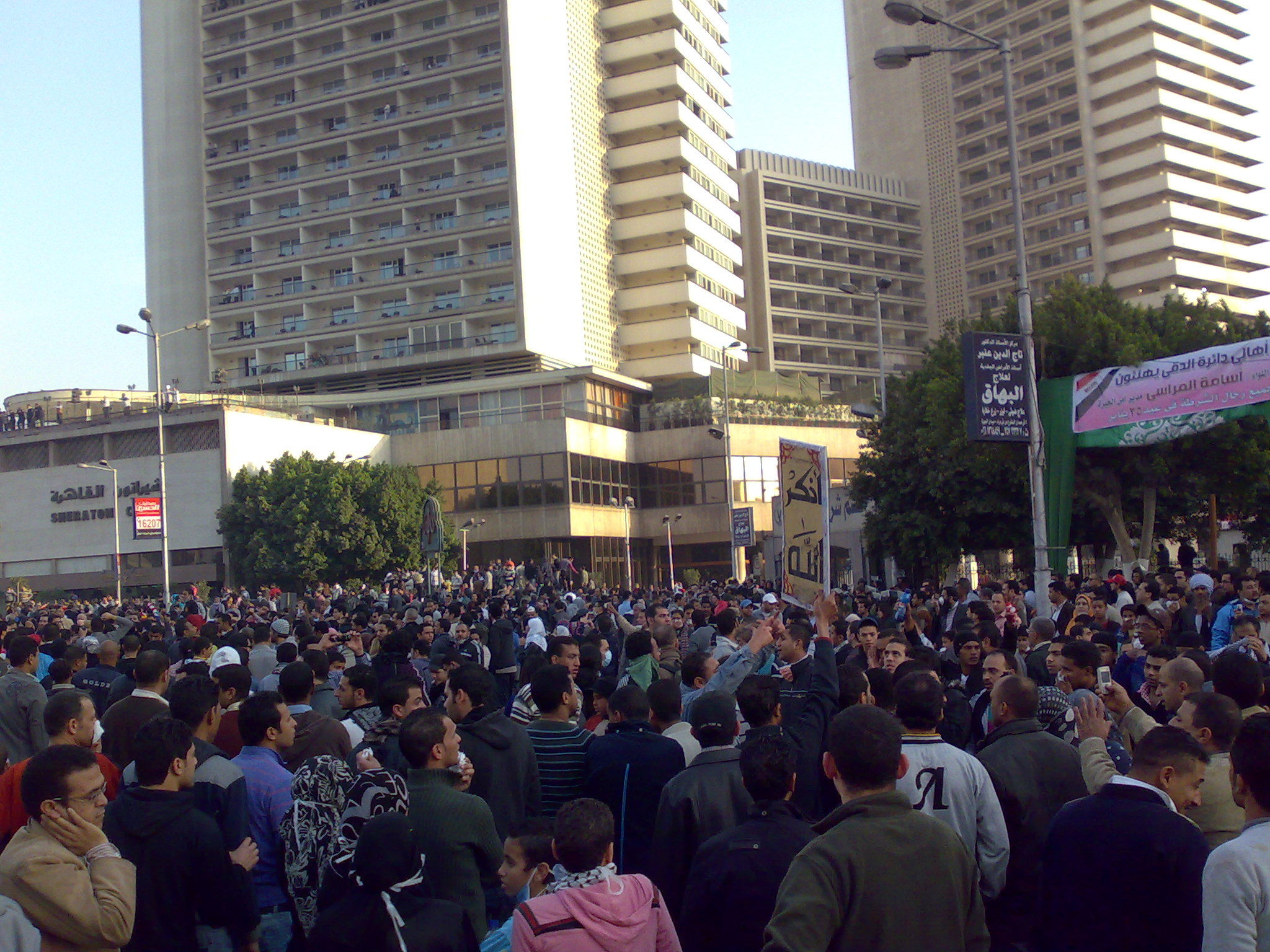
Protest w styczniu 2011 r. na placu al-Dżala

Majdan al-Dżala (arab. ميدان الجلاء, Maydān al-Ǧalāʾ) – plac w Gizie w Egipcie. Położony jest na zachodnim brzegu Nilu (zachodniej odnodze), tuż przy moście al-Dżala.
Ze wschodu na zachód przecina go ulica At-Tahrir, od południa dochodzi również dwupasmowa ulica Charles’a de Gaulle’a, z południowego zachodu dochodzi ulica Al-Misaha, a z północnego zachodu ulice As-Sadd al-Ali oraz Lutfi Hassuna, z północy na południe przecina go nadbrzeżna ulica An-Nil. Przy placu od strony południowej znajduje się hotel Cairo Sheraton.
W czasie protestów w 2011 roku na placu dochodziło do zamieszek.